# 阿列克谢·尼科利奇
阿列克谢·尼科利奇（1995年2月21日—），斯洛文尼亞籃球運動员，現在效力於波黑籃球聯賽薩拉熱窩馬刺。他也是斯洛文尼亞國家籃球隊的一員，參加了2014年世界盃籃球賽。